# استخوان بند انگشت
استخوان بند انگشت (انگلیسی: Phalanx bone) استخوان‌های کوچک بندهای انگشتان دست و پا هستند.

## بند انگشت دست
انسان به صورت معمول در هر دست پنج انگشت دارد. هر انگشت دارای سه بند اولیه (بندهای ته‌انگشتی)، میانی (بندهای میان‌انگشتی) و انتهایی (بندهای سرانگشتی) است. بند اولیه هر انگشت با استخوانهای کف دست (متاکارپ) مفصل می‌شوند. انگشت شست انسان تنها دو بند دارد.

## نگارخانه

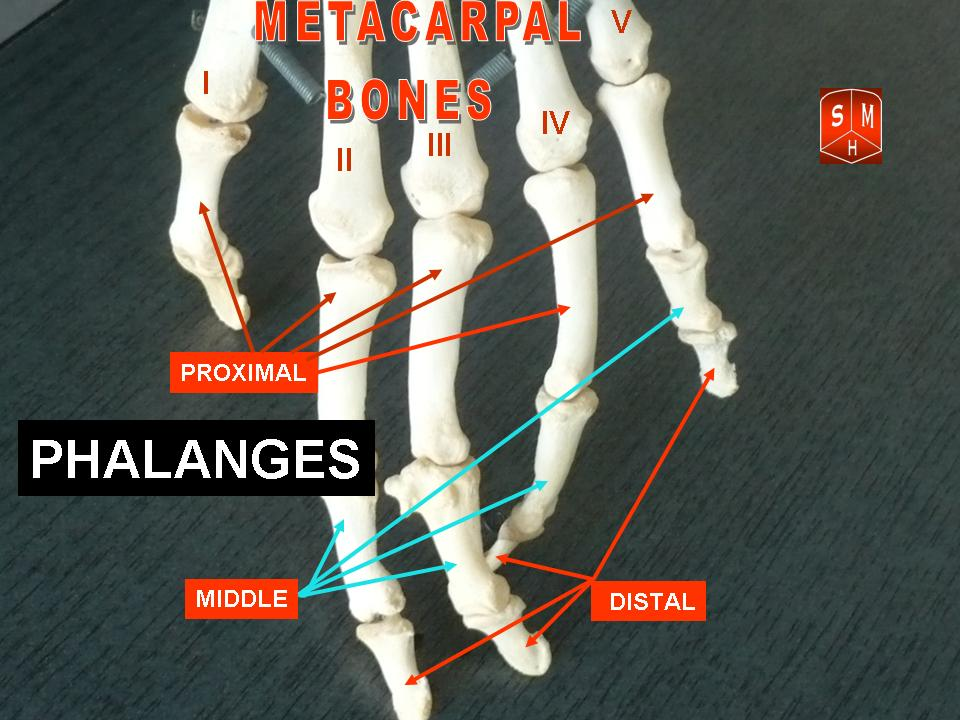
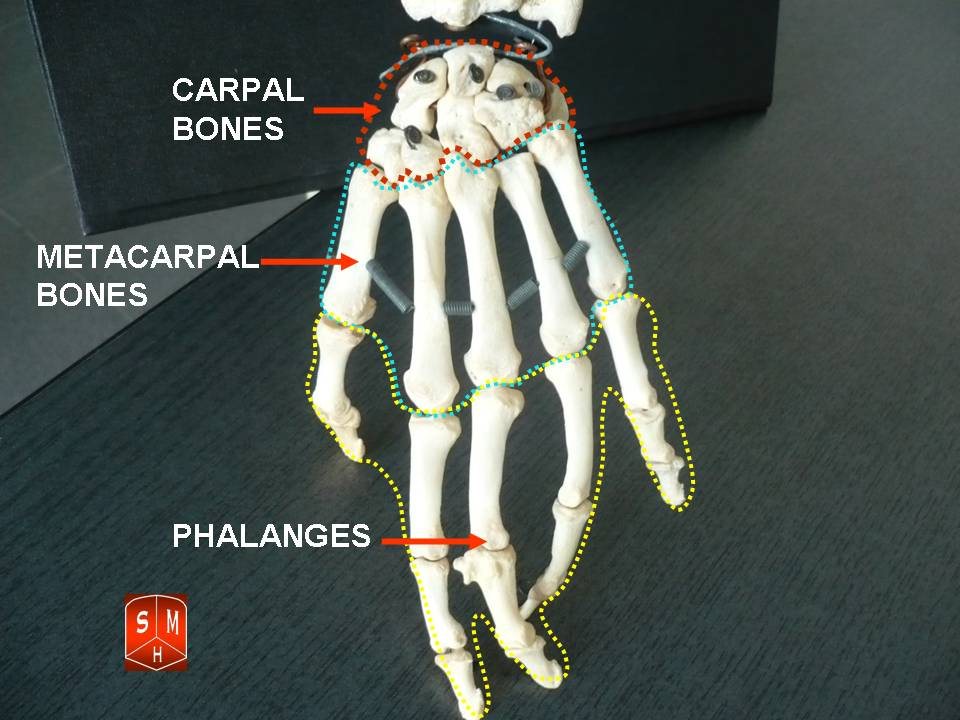

## بند انگشت پا

Bones of foot

انسان به صورت معمول در هر پا پنج انگشت دارد. هر انگشت دارای سه بند اولیه، میانی و انتهایی است. بند اولیه هر انگشت با استخوان‌های کف پا (متاتارس) مفصل می‌شوند. انگشت شست پای انسان تنها دو بند دارد.